# Sioux Falls
Sioux Falls je nejlidnatější město amerického státu Jižní Dakota a hlavní sídlo okresu Minnehaha County, ale také zasahuje jihem do okresu Lincoln County. Leží na jihovýchodě Jižní Dakoty na březích řeky Big Sioux River. Má rozlohu 190,29 kilometrů čtverečních a v roce 2020 tu žilo  192 517 obyvatel.
Počátkem roku 2024 se odhadoval počet obyvatel na 213 891 a v   metropolitní oblasti přes 350 000 obyvatel.

## Geografie
Sioux Falls se nachází na jihovýchodě Jižní Dakoty, 7 kilometrů od státu Iowa a 17 kilometrů od státu Minnesota. Rozloha města je 188,97 kilometrů čtverečních a rozloha vodních toků 1,32 kilometrů čtverečních.
Městem protéká řeka Big Sioux River, jejíž vodopády v křemencových skalách daly městu jméno. Vznikly asi před 14 000 lety v průběhu poslední doby ledové. Dochovaly se v centru města v plné délce a téměř v celé šíři. Pod názvem Falls Park jsou chráněnou krajinnou oblastí. 

### Metropolitní oblast
Metropolitní oblast zasahuje do čtyř okresů: Lincoln County, McCook County, Minnehaha County a Turner County. Podle odhadů měla oblast 243 513 obyvatel. Podle nedávných odhadů je okres Lincoln devátý nejrychleji rostoucí okres (procentně) ve Spojených státech.

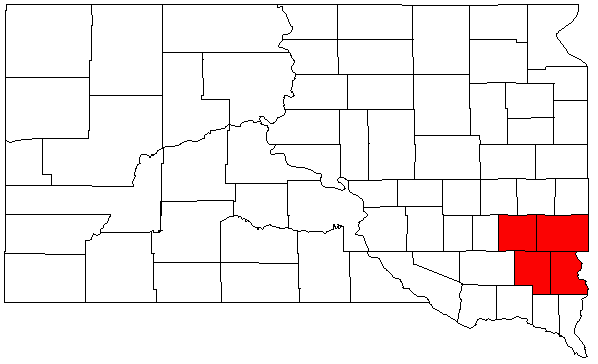
Metropolitní oblast

## Historie
Stopy prvního osídlení krajiny v podobě hrobů v navršených mohylách pocházejí z doby kolem roku 500 př. n. l. Dalšími obyvateli byli kočovní honáci bisonů. Prvním stabilním obyvatelstvem se stali Indiáni z kmenů Lakota a Dakota, kteří obdělávali zemědělskou půdu. Francouzští cestovatelé v krajině pobývali v první polovině 18. století. Americká Lewisova a Clarkova expedice v roce 1804 zmapovala území jako vhodné k osídlení a vydala k mapě podrobný popis. Kapitán James Allen  z pevnosti Des Moines vedl v roce 1844 vojenskou expedici k Sioux Falls. Dvě různé skupiny přistěhovalců z Iowy založily v roce 1856 svá první sídla a 40 z nich zde přezimovalo. S místními osadníky měli jen málo konfliktů, válka se rozpoutala až v roce 1862.

## Demografie
Obyvatelstvo se skládá převážně z Bílých Američanů. Obyvatelé hispánského nebo latinskoamerického původu, bez ohledu na rasu, tvořili 4,4% populace.

### Rasové složení
- 86,8% Bílí Američané
- 4,2% Afroameričané
- 2,6% Američtí indiáni
- 1,8% Asijští Američané
- 0,1% Pacifičtí ostrované
- 2,0% Jiná rasa
- 2,5% Dvě nebo více ras

### Struktura obyvatelstva podle věku
- 0-18 … 24,6 %
- 18-24 … 10,7 %
- 15-44 … 29,7 %
- 45-64 … 24,1 %
- 65+ … 10,9 %

## Památky
- Minnehhana County Court House - bývalá soudní budova metropolitní oblasti, nyní muzeum
- První chrám kongregace
- První vodní elektrárna, jediná historická budova, stojící ve Falls Parku
- Washington Pavilion of Arts and Science - sdružuje stálou expozici výtvarného umění, vědy a techniky
- Budova Augustana College z 60.let 19. století, součást pozdějšího univerzitního campusu

## Kultura a školství
- Carnegie Library - knihovna, náležela mezi první kulturní instituce města
- Sculpture Walk - procházka sochařskými památkymi ve Falls Parku, Fawick Parku i mimo ně, koná se každý pátek po celé léto, jsou na ní k vidění například bronzové repliky Michelangelových soch Mojžíše a Davida
- Augustana University  - nejstarší ze 4  univerzit, založena v roce 1835 v Illinois jako Hillsboro Academy pro severské (zvl. norské) luteránské kazatele; roku 1865 přenesena do Sioux Falls jako teologický seminář.[1]

## Významní rodáci
- Michael Fossum (* 1957), astronaut
- January Jonesová (* 1978), herečka

## Partnerská města
- Potsdam, Německo
- Newry a Mourne, Velká Británie

## Galerie

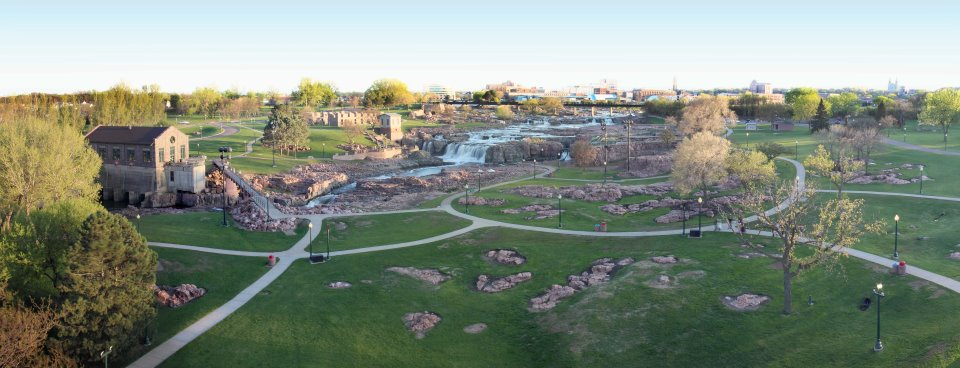
Panorama
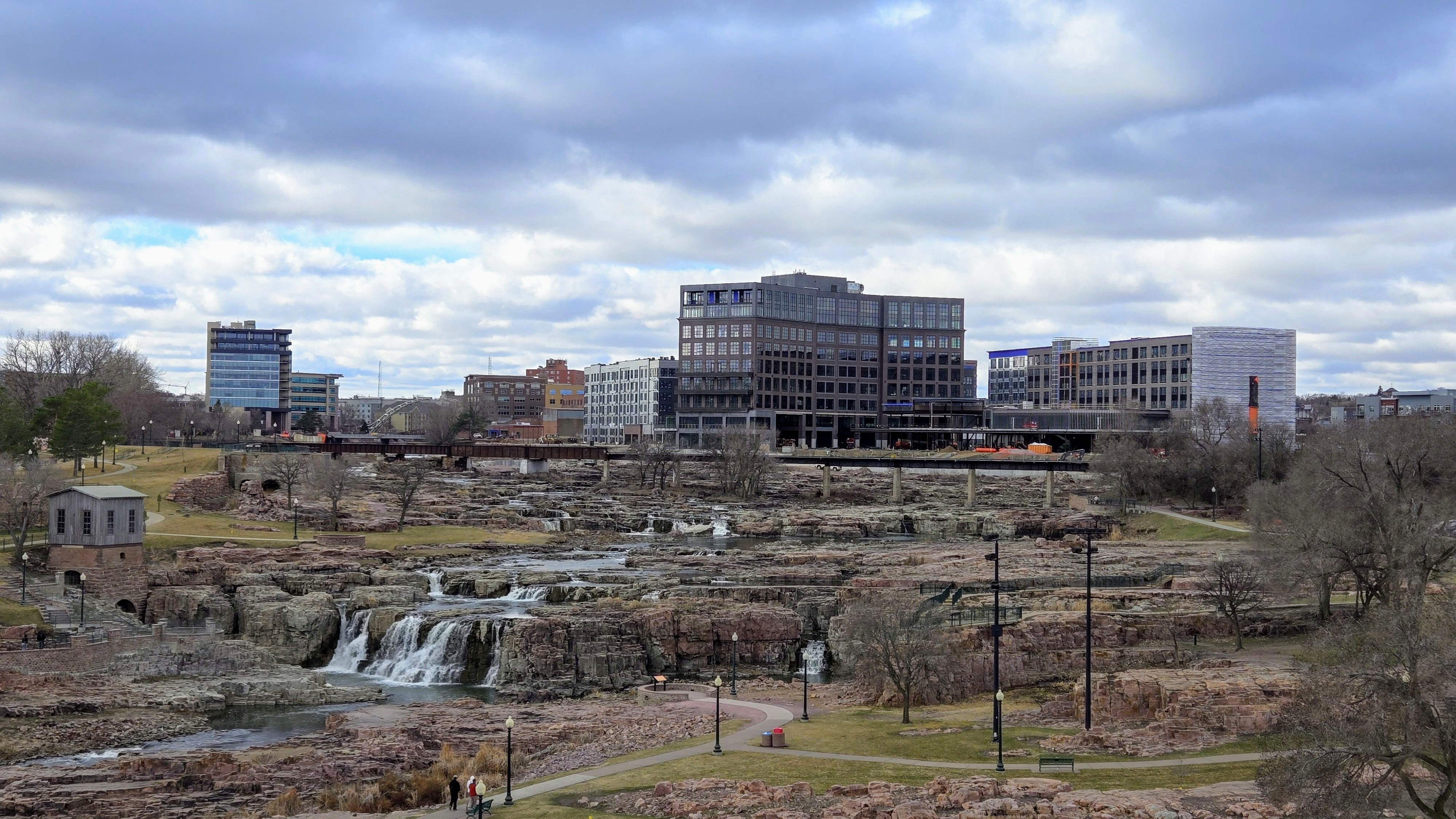
Falls Park
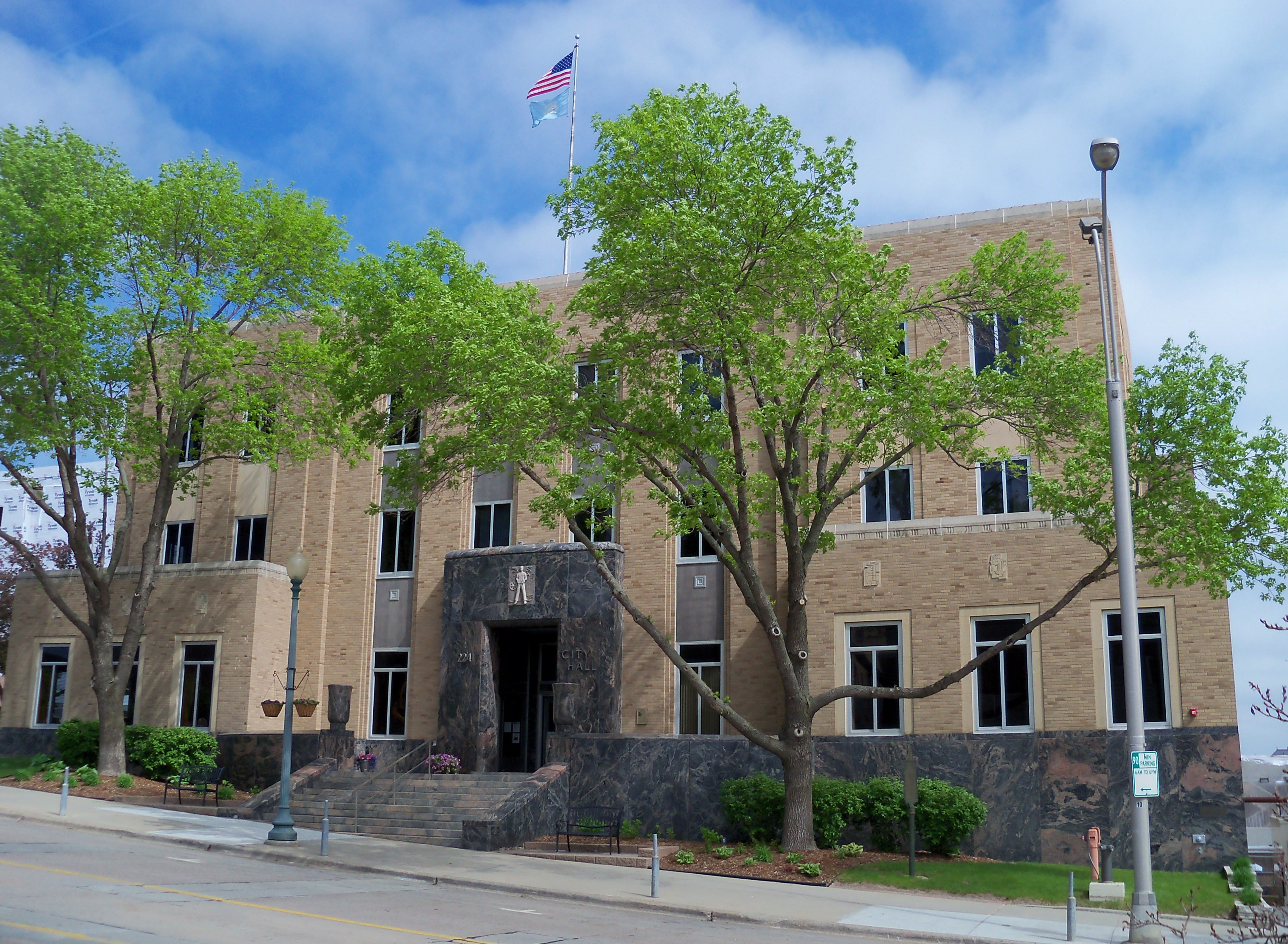
Radnice
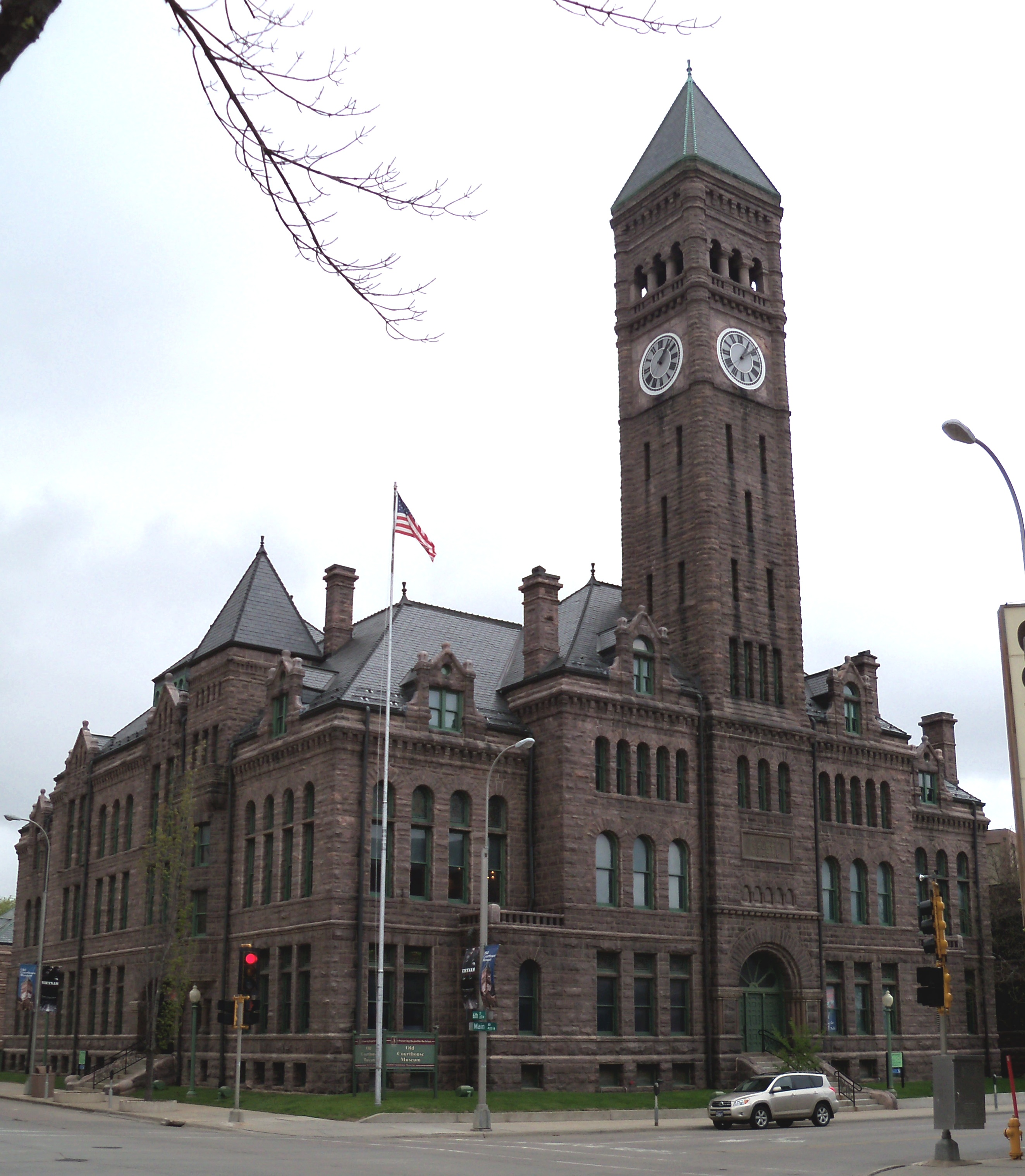
Soudní budova - muzeum
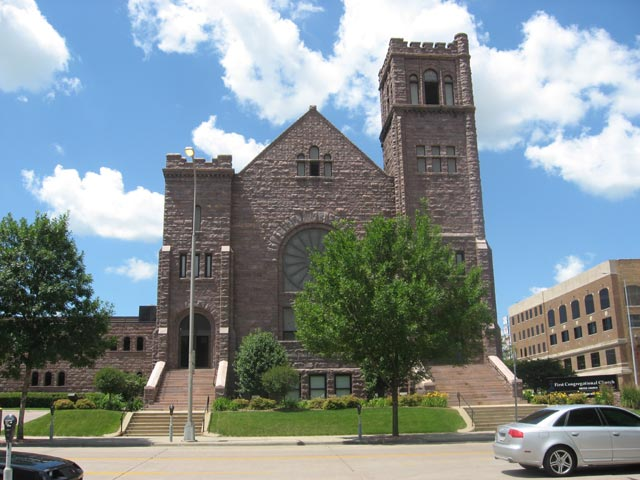
První chrám kongregace
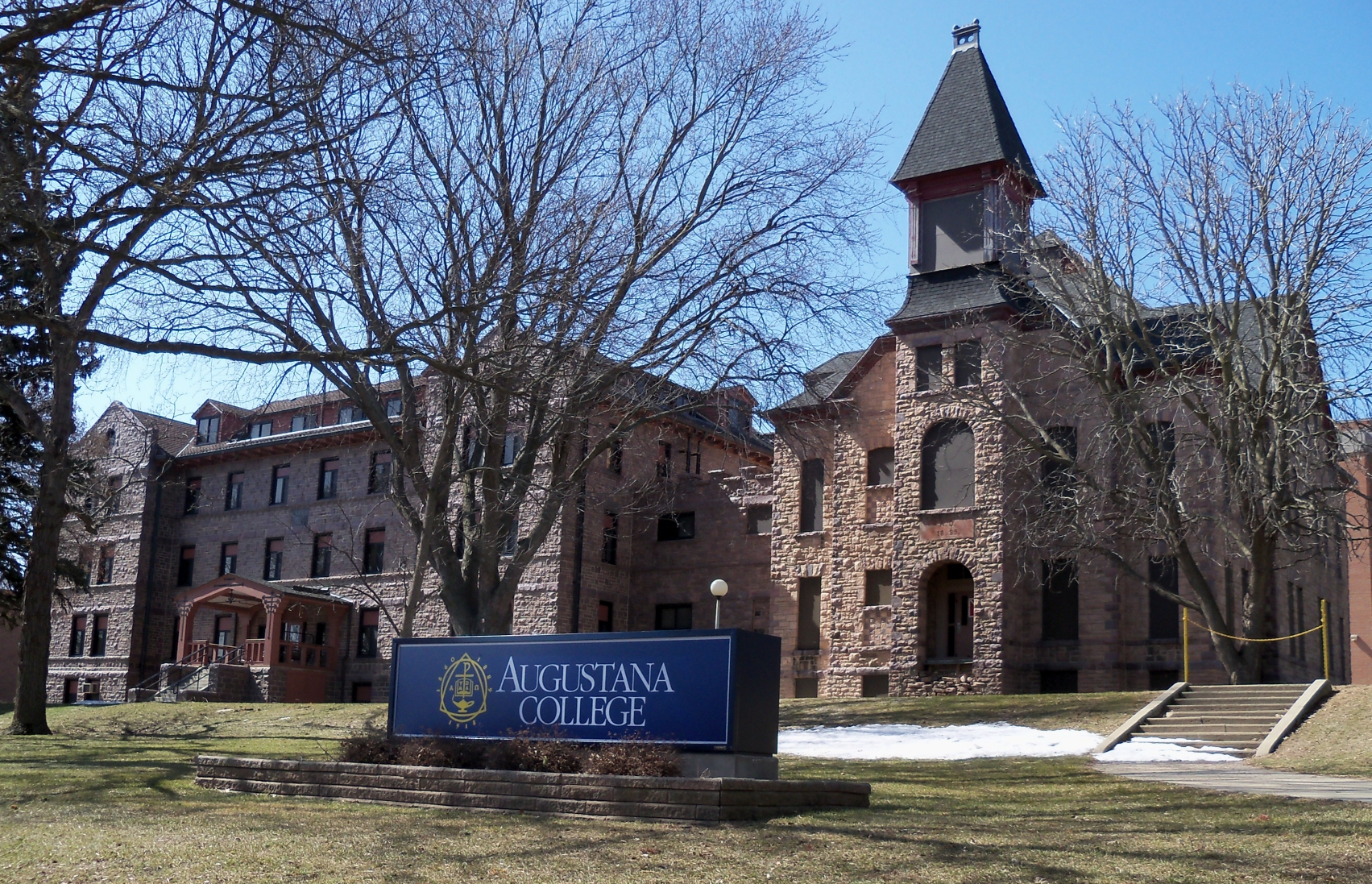
Augustana College
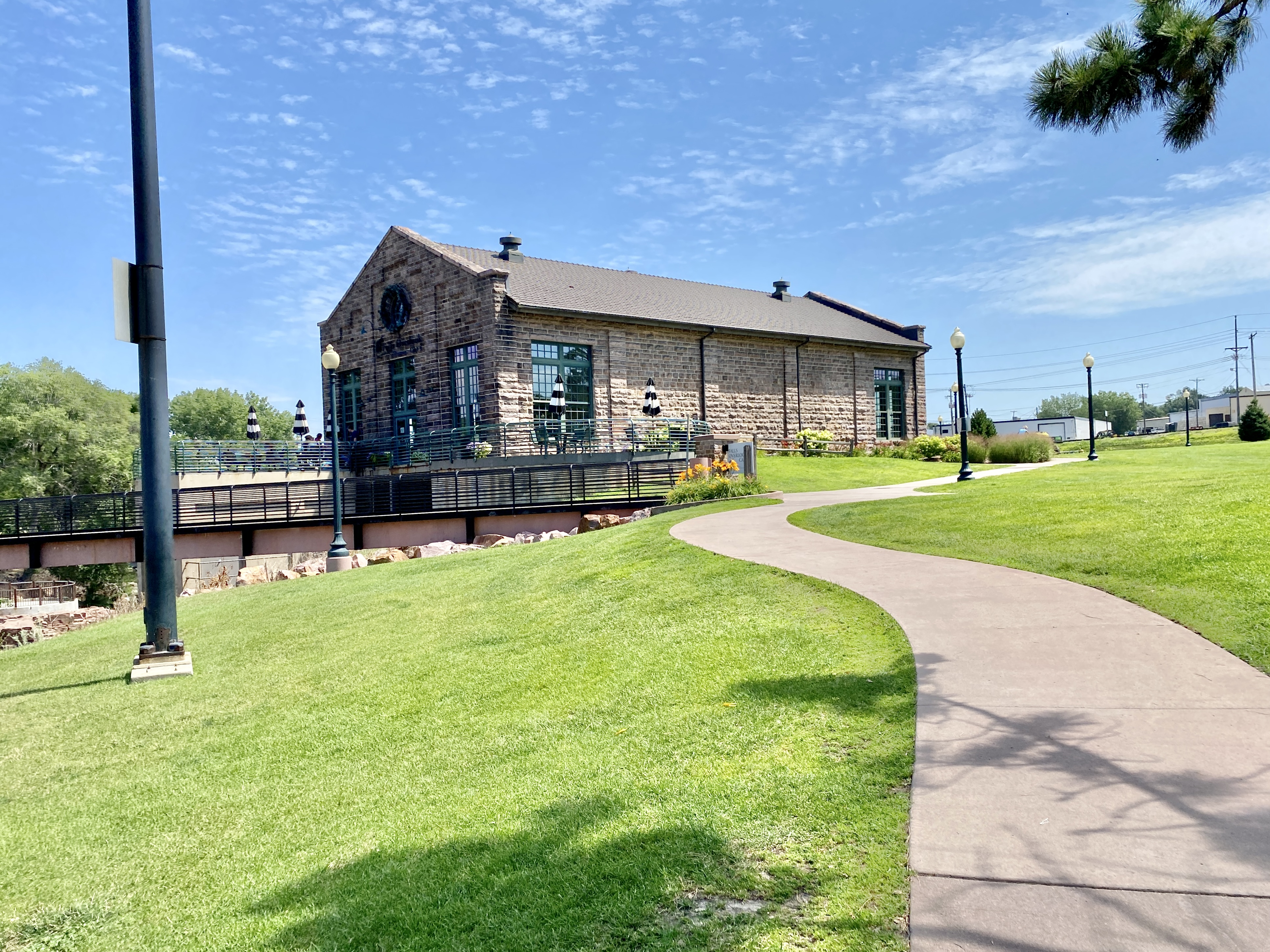
Budova první vodní elektrárny
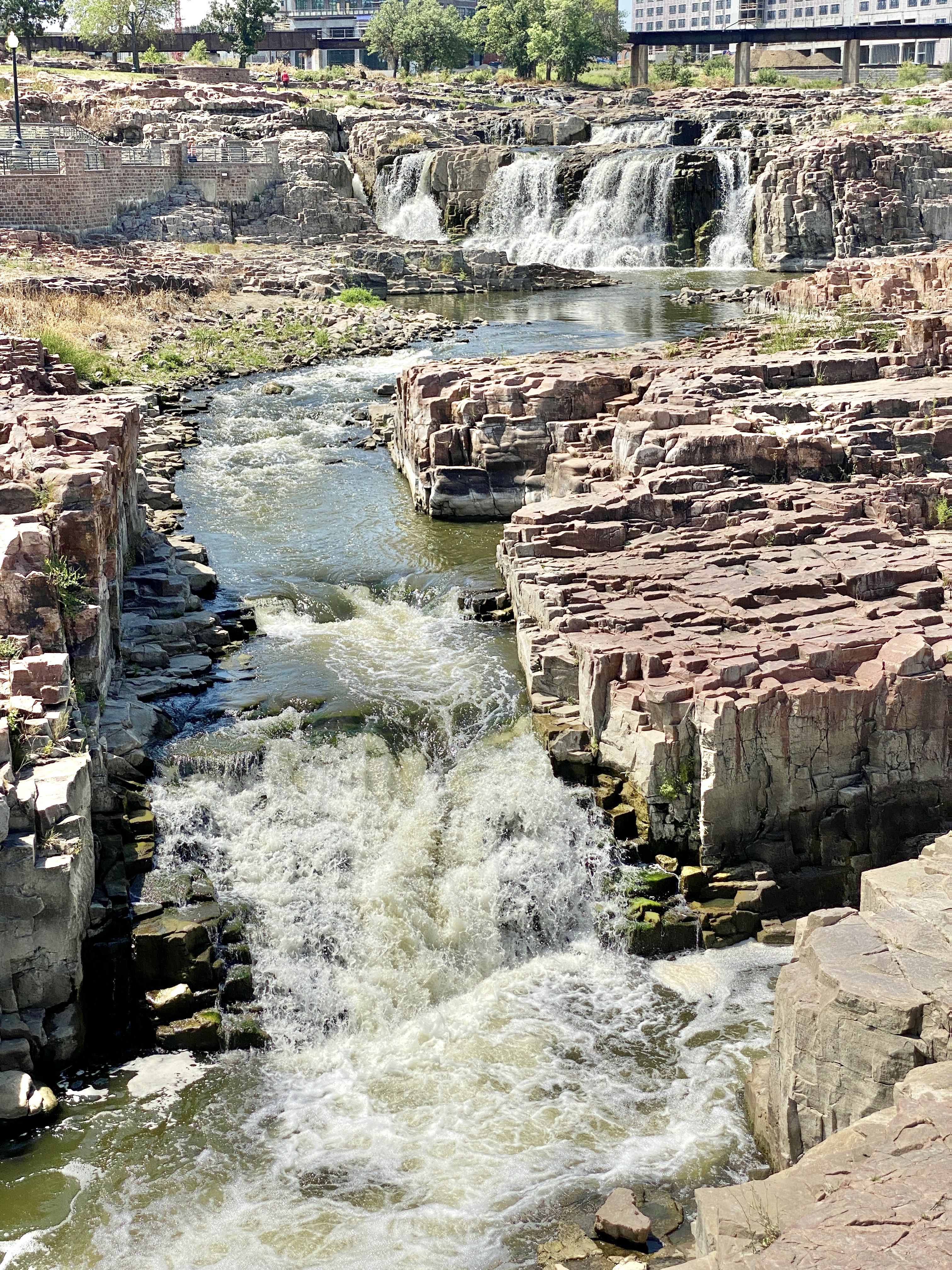
Detail vodopádu
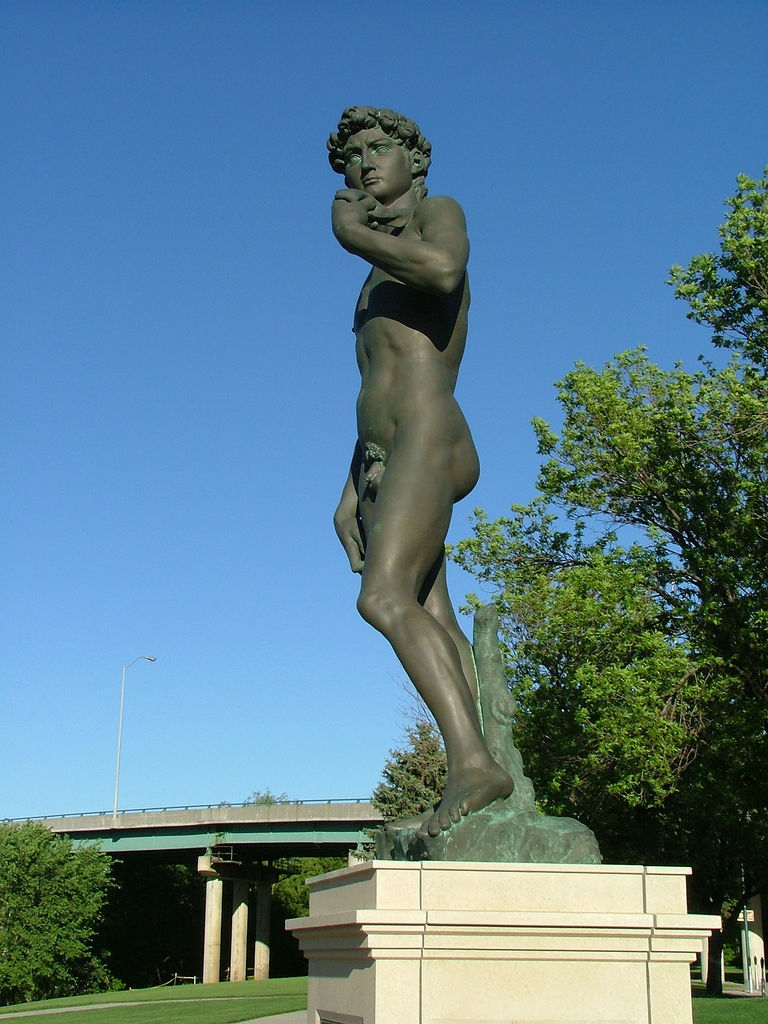
Michelangelův David